# Fuencaliente (Huéscar)
El manantial de Fuencaliente (Huéscar) es un manantial natural localizado en las afueras de la localidad de Huéscar (Granada), a unos 3 km, en la salida hacia la Puebla de Don Fadrique. Una gran balsa de agua, condicionada como piscina de verano, recoge sus aguas, que sirven de regulación de riego, recreo y baños de las gentes de la comarca, junto a zonas arboladas, recreativas y un mesón. Las aguas son ligeramente termales (19 °C) y responden al drenaje de las sierras carbonatadas de Montilla y de Encantada.
Según información complementaria aportada por M. Martínez Fernández, el manantial está presente desde tiempos remotos. Fuencaliente está lo más "salvaje" posible, ya que el fondo no está pavimentado y se compone de los desechos de los peces que hay (barbos y carpas), llamado cieno o fango. El acceso es fácil, ya que tiene escaleras, y el perímetro sí es de cemento. El agua brota hacia el exterior a través de las llamadas "ollas", que son los nacimientos de la piscina, de los cuales el agua sale al exterior, y se encuentran en el centro de Fuencaliente. Son estas ollas las responsables del nombre del manantial, pues hacen que broten aguas ligeramente termales tanto en verano como en invierno. El manantial recibe el nombre de Fuencaliente puesto que en invierno el agua sigue estando en torno a los 18 °C, y la diferencia de temperatura con el exterior hace que el manantial emane vapor durante los meses fríos del año.

## Localización

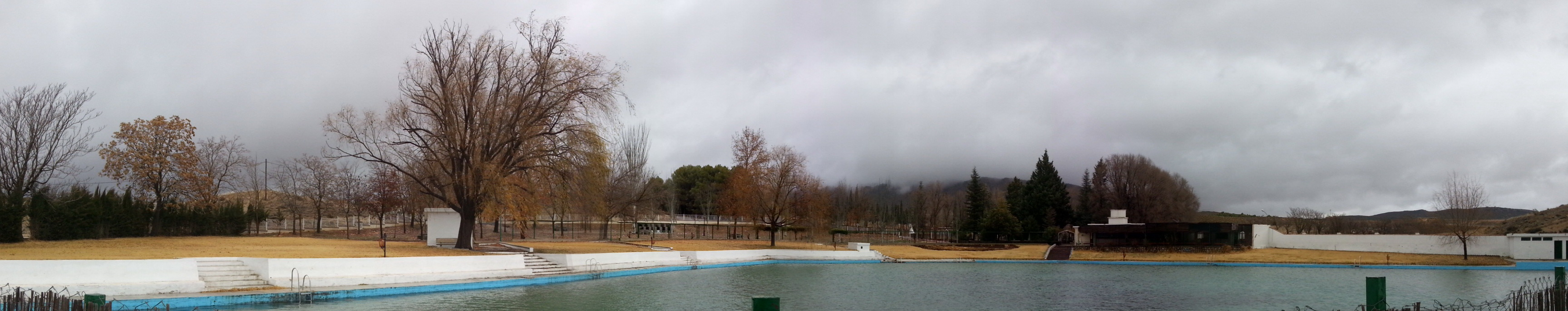
Fotografía panorámica de Fuencaliente.

El manantial de Fuencaliente (Huéscar) se sitúa en el sur de la península ibérica al norte de la provincia de Granada (Andalucía). Sus coordenadas son:  X: 541145.606 Y: 4183931.524 Altitud: 920 m. El manantial pertenece al municipio de Huéscar y se encuentra a las afueras de la población, a unos 3 km al sureste, en la salida de la Puebla de Don Fadrique.
Fuencaliente pertenece a la cuenca del Guadalquivir y más concretamente a la subcuenca del Guadiana Menor. No está incluida en la Red de Espacios Naturales Protegidos de Andalucía. 

## Historia

### Edad Antigua
La primera referencia de Fuencaliente en la historia data en la Edad del Cobre / Época Romana en el asentamiento que se conoce como La Granja de Fuencaliente. El yacimiento comprendería dos áreas bien definidas, una septentrional en una suave lengua y una meridional que ocupa dos pequeñas lenguas. En la primera habría materiales constructivos (adobes con improntas de cereales) de la Edad del Cobre, con una perduración hasta época protoibérica. En esta misma zona, pero más al sur habría materiales cerámicos romanos (S. I-V d. C.) junto a medievales (s. X-XI d. C.). En la zona meridional habría materiales de época iberoromana (s. I d. C.).
Este yacimiento fue excavado de urgencia en 1997 debido a las obras de acondicionamiento de la carretera C-330. Se realizaron 8 cortes, documentándose un asentamiento con una cronología del S. VII a. C. (Ibérico I) formado por una serie de construcciones de planta rectangular con muros de adobe y piedras. Asimismo se documentó una importante villa romana datada entre los S.I y II d. C. cuyo núcleo principal quedaría dentro de la traza de uno de los ramales de la futura carretera.

### Edad Media

#### ALMACAR, Acequia
La vieja "as- Saquiy a al-Macar", en tierras de Fuencaliente, significa "Acequia del Cortijo". El arabista Oliver Asin da, como una de las varias derivaciones de "Maysar"-cortijo-, las fumas "Machar", "Majar" y "Macar". De no ser así, podría tratarse de la raíz MKR, que alude a embuste, engaño, mentira, trampa… Estaríamos ante una "Acequia de la trampa", alusiva a alguna manipulación allí realizada para aprovecharse de tiempos o caudales de riego, cosa que ha sido frecuente a lo largo de la historia agrícola.

#### ALMAZARUCA, Acequia
Este nombre es una deformación y castellanización de una palabra árabe, que sonaba a "almazara". Aludiría a un diminutivo del molino aceitero. Es corriente, sin embargo, hallar en el campo granadino la palabra "Mahmq" o "Mahqa": el quemado, la quemada. Suele aludir, en árabe o en castellano, a tierras o cultivos donde ha habido un incendio. La "as-Saqiya al-Mahqa", con aguas de Fuencaliente, sería la acequia del Quemado o la Quemada.
Curiosamente, y sin renunciar a la interpretación expuesta, hay una Cañada y una Acequia Mazaruca en Benamaurel, donde también se utiliza esa palabra para aludir a un sistema de elevación de agua de las acequias a otras derivadas, por medio de tablones. Asimismo, en esa villa, utilizan la palabra para aludir a riegos nuevos, respecto a los tradicionales. Debió haber un incendio de cosechas en tierras de riegos nuevos, obtenidos por el aludido sistema.

#### ALMAHALA, Acequia
Nuevamente en aguas de Fuencaliente, la "as-Saqiya al-Mahalla" era la que llevaba caudales procedentes de la Almohala de Huéscar. En las rutas militares musulmanas había lugares fijos donde parar, tras una etapa, para descansar, beber, repostar agua, etc. Como las marchas romanas, las islámicas tenían unas distancias calculadas, más o menos fijas, por jornada: tanto para lograr las mayores distancias recorridas posibles como para no agotar a la tropa.
Los lugares escogidos como almohalas (la palabra significa también "campamento" o "real" de tropas) debían estar en la ruta interesada, tener agua bastante para un ejército, disponer de espacio suficiente para acampar y ser lugares abrigados. Todo ello se cumple en Fuencaliente, en las rutas Granada-Levante, o Murcia-Sevilla.
Con seguridad, el nombre árabe de este paraje era "al-Mahalla", que cedió al castellano de "Fuencaliente". Este fue determinado por el fenómeno de su temperatura constante de 18 grados que hace que el embalse se cubra de vapor durante los inviernos.

#### Arqueología
Se han encontrado restos de construcciones funerarias que se corresponden con la Época Romana / Edad Media. Estas son Las Laderas Noroccidentales de Fuencaliente. La necrópolis tardorromana y visigoda se ubica en la ladera oriental del cerro noroccidental próximo a Fuencaliente de Huéscar, por encima del asentamiento de época romana y medieval del mismo nombre. En la superficie se aprecian algunos restos humanos asociados a lajas de arenisca y algunos materiales que permiten datar la necrópolis entre los siglos V-VI a X-XI d. C. En la actualidad el yacimiento aparece arrasado, no observándose restos humanos ni materiales arqueológicos en superficie. En algunos puntos de la ladera se observan posibles restos de lajas de arenisca que han sido desplazados de su ubicación original por el arado y los desmontes efectuados en el terreno.

### Edad Moderna
Una vez los cristianos conquistan Huéscar se imponen dos actividades importantes en la zona de Fuencaliente. Una de ellas es la industria de la lana, la cual se hace posible gracias al uso de Fuencaliente como lavadero de lana. En Fuencaliente se establecieron dos lavaderos. La otra actividad que se lleva a cabo son los molinos harineros. En la ribera de Fuencaliente llegó a haber hasta cuatro molinos.